# Język duriankari
Język duriankari, także duriankere – język papuaski z prowincji Papua Zachodnia w Indonezji, blisko spokrewniony z językiem inanwatan (suabo). Był używany w miejscowości Duriankari na południowym skrawku wyspy Salawati. 
Jego status lingwistyczny nie został rozstrzygnięty. Brak dostatecznych materiałów uniemożliwia jego dokładną klasyfikację (być może chodziło o dialekt języka inanwatan). Zebrano podstawowe dane leksykalne. Już w 1957 roku miał być wypierany przez język moi. Pod koniec lat 80. XX wieku miał nie więcej niż 100 użytkowników (według doniesień informatorów z Sorong). W 1994 roku, gdy lingwista Lourens de Vries odwiedził miejscowość Seget, miejscowa ludność (z grupy etnicznej Inanwatan) twierdziła, że duriankari nie jest już używany.